# طوطی انجیرخوار
طوطی انجیرخوار (نام علمی: Cyclopsittacini) نام یک تبار از تیره طوطیان است.